# Anopsicus zeteki
Anopsicus zeteki là một loài nhện trong họ Pholcidae. Loài này được phát hiện ở México.